# Драматичні жанри
Драмати́чні жа́нри — це типи літературних творів, які притаманні драмі.
Цей рід літератури охоплює безліч драматичних жанрів :
Трагедія - драматичний твір, в основу якого покладено дуже гострий, непримиримий і життєво важливий для певної епохи конфлікт, незвичайний герой потрапляє у безвихідне становище, вступає в боротьбу з нездоланними в даній ситуації силами і часто гине (І. Карпенко-Карий «Сава Чалий»).
Комедія - драматичний твір, у якому дійові особи зображуються у смішних ситуаціях, нещадно висміюються людські пороки та негативні соціально-побутові явища.
Власне драма - драматичний твір, в основу якого покладено гострий життєвий конфлікт, напружену боротьбу й складні переживання персонажів, але розв'язка не має трагічного характеру, відсутня свідома настанова на комічне (Т. Шевченко «Назар Стодоля», І. Франко «Украдене щастя»).
Трагікомедія - драматичний твір, у якому поєднані риси трагедії і комедії.
Мелодрама - повчально-моралізаторський, підкреслено емоційний драматичний твір з гострою фабулою, в якому персонажі різко діляться на добрих і лихих.
Водевіль - невелика, часто одноактна весела п'єса, в основу якої покладено анекдотичну подію і в якій розмови героїв чергуються з жартівливими піснями, танцями.
Містерія - масова драматична вистава на сюжети релігійних легенд.
Драма-феєрія - це різновид драми з фантастичним сюжетом, з неймовірними перетвореннями, де поряд із людьми діють фантастично-міфічні істоти.